# COBRA-kabel

Tracé van de COBRA-kabel in de Noordzee

De COBRA-kabel is een elektriciteitsverbinding tussen Nederland en Denemarken. De kabel is in september 2019 in gebruik genomen.

## Plannen
TenneT en de Deense Energinet.dk ondertekenden in april 2009 een samenwerkingsovereenkomst voor de aanleg van een mogelijke nieuwe onderzeese verbinding met hoogspanningsgelijkstroom om de elektriciteitsnetten van Nederland en Denemarken rechtstreeks met elkaar te verbinden: het COBRA-kabel project. COBRA is een afkorting van COpenhagen BRussels Amsterdam. De Europese Commissie ondersteunde het COBRA-project met 86,5 miljoen euro uit het 'Europese energieprogramma voor herstel'. Het project maakte de integratie van de Nederlandse en Deense elektriciteitsvoorziening mogelijk.
Denemarken kent reeds een hoge bijdrage van windenergie aan de totale elektriciteitsproductie. Dit aandeel zal de komende jaren verder groeien, de Deense regering streeft naar een aandeel van 50% in de totale elektriciteitsproductie in 2025. Denemarken kan dan elektriciteit exporteren naar Nederland wanneer er veel windenergie wordt geproduceerd en elektriciteit importeren vanuit Nederland wanneer er te weinig wind is. Denemarken heeft al internationale netwerkverbindingen met omliggende landen als Noorwegen, Zweden en Duitsland.

## Aanleg en onderhoud
Het besluit de kabel aan te leggen viel in september 2014. De kabel werd een nieuwe 325 kilometer lange verbinding tussen Endrup in Denemarken en Eemshaven in Nederland met een capaciteit van 700 MW. De verbinding werd aan het begin van 2019 voltooid. Het wordt een kabel met hoogspanningsgelijkstroom, omdat er bij gelijkstroom geen skineffect optreedt en dit toelaat om twee niet-gesynchroniseerde netten te koppelen. Bij de Eemshaven en te Endrup komen omzettingsstations waar de gelijkstroom in wisselstroom wordt omgezet of omgekeerd.
Het werk werd begin 2016 aanbesteed. Siemens AG zal voor beide zijden van de verbinding de omzettingsstations leveren. De gelijkstroomkabel wordt geleverd door het Italiaanse Prysmian, een van de grootste kabelleveranciers ter wereld, die de kabel ook zal leggen.
De aanleg van de verbinding begon in januari 2017 met het slaan van de eerste paal voor het Nederlandse omzettingsstation in de Eemshaven. De kabel kwam in november 2018 in Nederland aan land. Tegelijk is er ook een glasvezelkabel gelegd, wat de positie van de Eemshaven als hub voor datacenters versterkt.
De verbinding is in het weekend van 28-29 september 2020 uitgevallen waardoor er geen elektriciteit meer tussen beide landen stroomde. TenneT vermoedde ergens op zee een defect van de kabel, maar die kon op 7 januari 2021 worden gerepareerd en kwam daardoor de volgende dag weer in bedrijf.

## Transport
De kabel is sinds september 2019 in gebruik en 2020 was het eerste volledige jaar dat de kabel beschikbaar was. In 2019 had Nederland een klein exportoverschot, maar dat sloeg om in een flink tekorten in latere jaren.
| jaar | invoer uit Denemarken | uitvoer naar Denemarken | saldo |
| ---- | --------------------- | ----------------------- | ----- |
| 2019 | 619                   | 671                     | 52    |
| 2020 | 2082                  | 1053                    | −1029 |
| 2021 | 3006                  | 875                     | −2131 |
| 2022 | 2738                  | 1284                    | −1454 |
| 2023 | 2552                  | 1744                    | −808  |

## Overzicht overzeese kabels in de Noordzee
| verbinding     | land      | land       | capaciteit MW | spanning kV | jaar in gebruik |
| -------------- | --------- | ---------- | ------------- | ----------- | --------------- |
| NorNed-kabel   | Nederland | Noorwegen  | 700           | 450         | 2008            |
| BritNed-kabel  | Nederland | Engeland   | 1000          | 450         | 2011            |
| Nemo Link      | België    | Engeland   | 1000          | 400         | 2019            |
| COBRA-kabel    | Nederland | Denemarken | 700           | 320         | 2019            |
| NordLink       | Duitsland | Noorwegen  | 1400          | 500         | 2020            |
| NorGer-kabel   | Duitsland | Noorwegen  | 1400          | 450 - 500   | 2021            |
| North Sea Link | Noorwegen | Engeland   | 1400          | 525         | 2022            |